# Kunstareal München

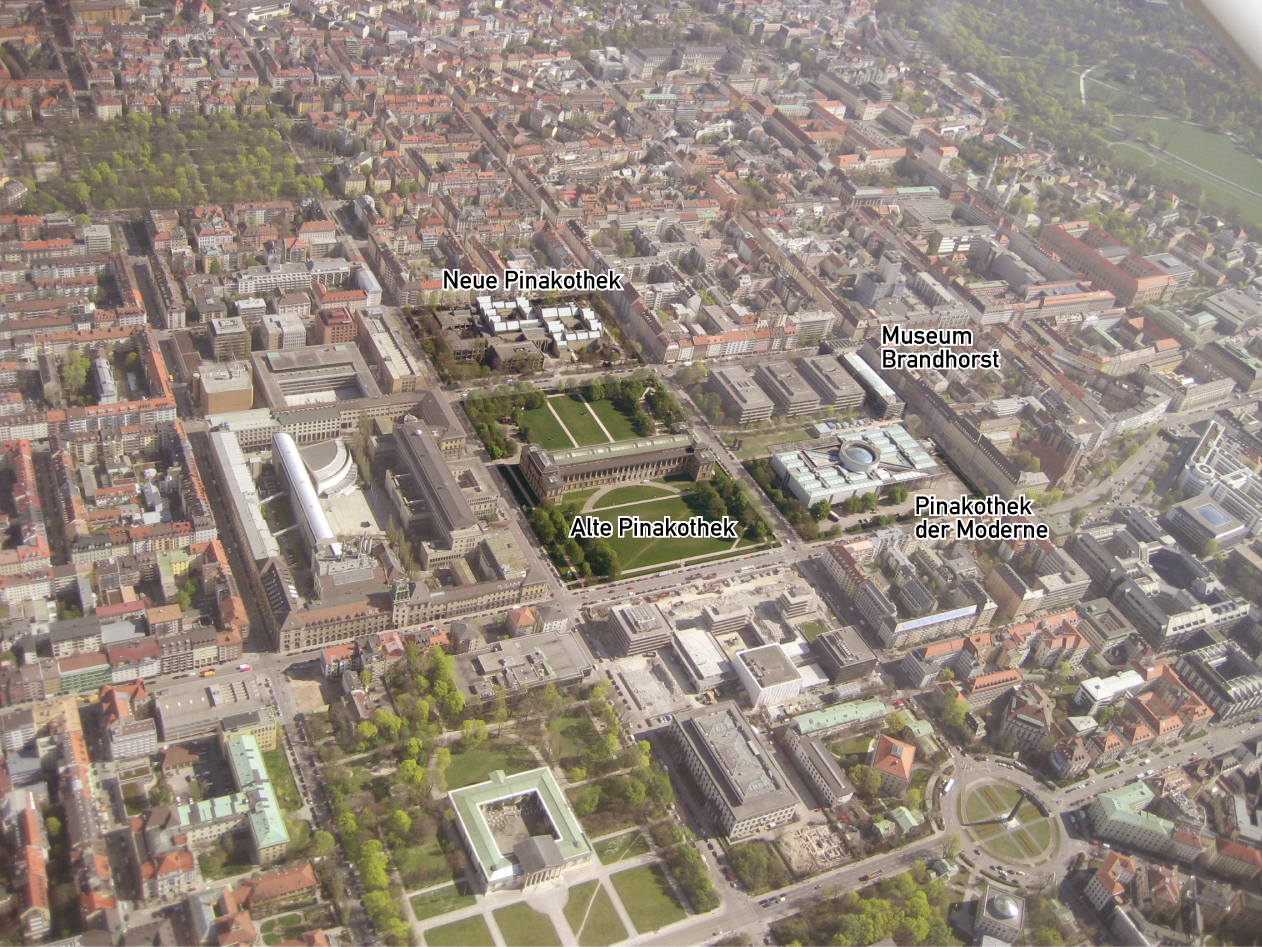
Pinakothekenmuseernas och Museum Brandhorsts placering i Kunstareal München

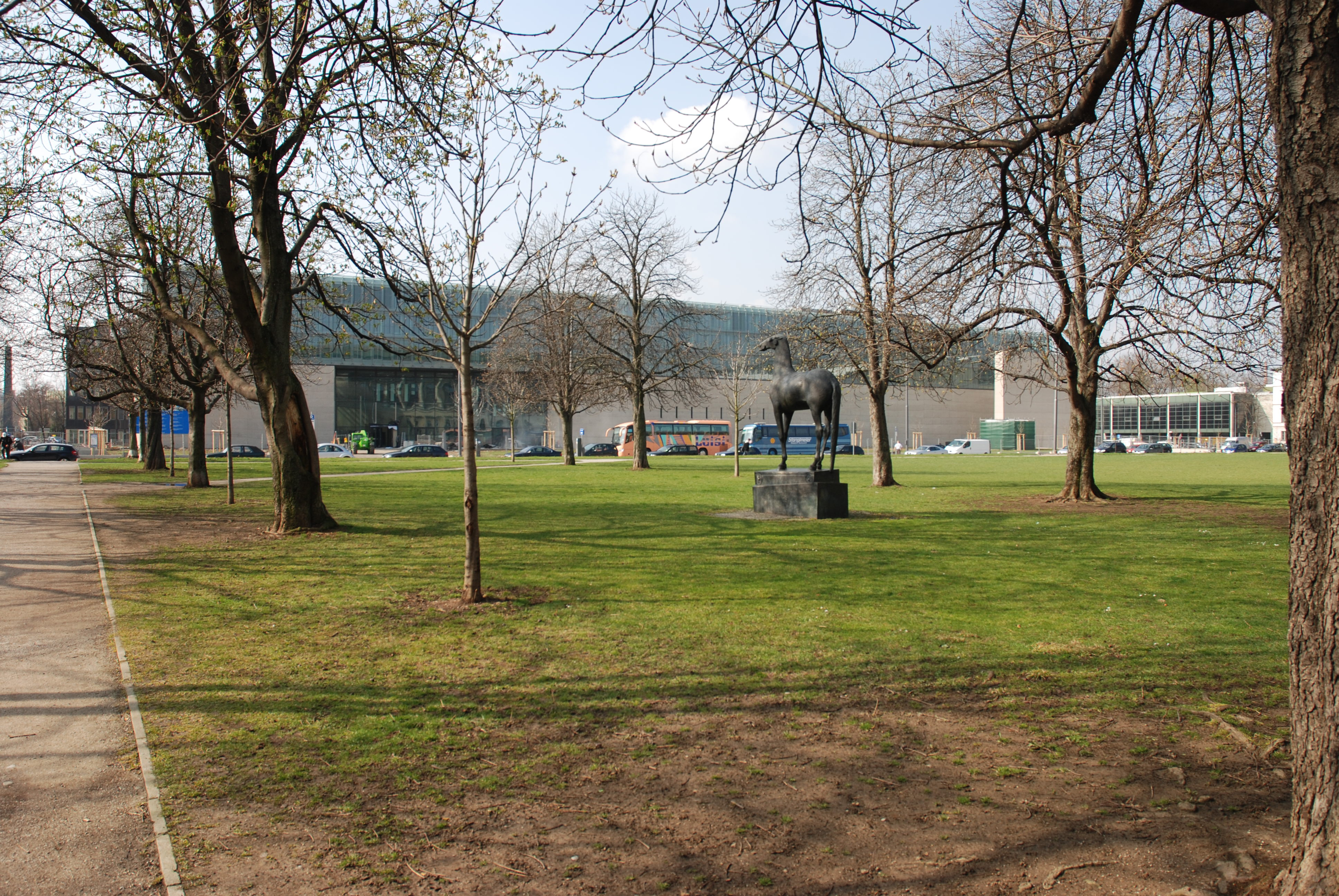
Staatlisches Museum Ägyptischer Kunst med Hans Wimmers Trojansk häst i förgrunden

Kunstareal München är ett område med museer i stadsdelen Maxvorstadt i München.
Inom Kunstareal München finns bland annat nedanstående konstinstitutioner:
- Alte Pinakothek, konstmuseum för europeiskt måleri från 1300-talet till ungefär 1700
- Neue Pinakothek, konstmuseum för europeiskt måleri och europeisk skulptur från 1700- och 1800-talen
- Pinakothek der Moderne, konstmuseum för internationell konst från 1900-talet och samtida konst
- Museum Brandhorst, konstmuseum för internationell modern och samtida konst
- Skulpturenpark Pinakotheken, skulpturpark för internationell 1900-talsskulptur
- Palais Pinakothek im Palais Dürckheim, centrum för spridning av kunskap om konst
- Türkentor, konstutställningslokal
- Glyptothek, museum för grekisk, romersk och etruskisk skulptur
- Staatliche Antikensammlungen, museum för grekiskt, romerskt och etruskiskt konsthantverk
- Städtische Galerie im Lenbachhaus, museum för tyskt måleri och skulptur från 1900-talet och samtid
- Staatliche Graphische Sammlung München, internationell grafik från renässansen till nutid
- Museum für Abgüsse Klassischer Bildwerke, museum för avgjutna antika skulpturer
- Staatliches Museum Ägyptischer Kunst, museum för antik egyptisk konst

I området eller dess omedelbara närhet finns också naturvetenskapliga museer som Paläontologisches Museum München, Museum Reich der Kristalle och Geologisches Museum München.